# Yemi Osinbajo
Yemi Osinbajo (ur. 8 marca 1957 w Lagos) – nigeryjski polityk, prawnik i profesor, pastor. Wiceprezydent Nigerii od 29 maja 2015.

## Życiorys
Edukację podstawową odebrał w szkole Corona School Lagos w swym rodzinnym mieście. Tam też w latach 1969-1974 uczęszczał do szkoły średniej, Igbobi College. Od 1975 do 1978 studiował prawo na University of Lagos. W 1979 ukończył obowiązkowy roczny kurs prawniczy w Nigerian Law School, podczas którego praktykował w Sądzie Najwyższym Nigerii.  W 1980 rozpoczął naukę w London School of Economics, gdzie uzyskał stopień magistra prawa (LLM).
W latach 1979–1980 uczestniczył w programie dla młodzieży w ramach Bendel Development and Planning Authority (BDPA) w ówczesnym stanie Bendel. W 1981 został wykładowcą na University of Lagos. Od 1988 do 1992 pełnił funkcję doradcy prawnego prokuratora generalnego i ministra sprawiedliwości, Boli Ajiboli. W 1994 został profesorem prawa, a w roku następnym dziekanem Wydziału Prawa Publicznego na University of Lagos. W latach 1999–2007 wchodził w skład rządu stanu Lagos, w którym pełnił funkcję prokuratora generalnego i sekretarza sprawiedliwości. Od 2007 do 2013 ponownie był profesorem prawa ma macierzystym University of Lagos. Dodatkowo, pracował w prywatnej kancelarii prawnej.
W czasie swej kariery zawodowej specjalizował się szczególnie w kwestiach prawa handlowego oraz prawa publicznego. Uczestniczył również jako prawnik w misji UNOSOM II w Somalii, a także w komitecie ekspertów sekretarza generalnego ONZ ds. prowadzenia i dyscypliny personelu ONZ w misjach pokojowych. Wchodził w skład Międzynarodowego Stowarzyszenia Prawników oraz pełnił funkcję doradcy ds. etyki dla zarządu Afrykańskiego Banku Rozwoju. Był również autorem książek z zakresu prawa.
Po utworzeniu w 2013 Kongresu Wszystkich Postępowych (All Progressives Congress, APC), zrzeszającego główne partie polityczne opozycyjne wobec rządzącej Ludowej Partii Demokratycznej, zaangażował się w jego działalność. 17 grudnia 2014 został wyznaczony kandydatem APC na urząd wiceprezydenta w wyborach powszechnych w 2015 u boku Muhammadu Buhariego.
W wyborach tych, przeprowadzonych 28 i 29 marca 2015, Buhari z wynikiem 53,96% głosów, pokonał urzędującego prezydenta Goodlucka Jonathana (44,96%% głosów), co oznaczało również zdobycie mandatu wiceprezydenta przez Osinbajo. Został on zaprzysiężony na stanowisku 29 maja 2015.
Yemi Osinbajo jest żonaty z Oludolapo Osinbajo (z domu Soyode), wnuczką Obafemiego Awolowo, z którą ma troje dzieci. Jest pastorem Odkupionego Chrześcijańskiego Kościoła Bożego.